# عبد الرحمن بلمحجوب
عبد الرحمن بلمحجوب (1929-2011) هو لاعب كرة قدم مغربي فرنسي. لعب مع أندية فرنسية، ومع نادي الوداد البيضاوي المغربي. لعب مع منتخب فرنسا في كأس العالم 1954، ولم يسجل أي هدف.
لعب مع منتخب المغرب في تصفيات كأسي العالم 1958، و1962، وفي هذه الأخيرة التقوا مع إسبانيا، ونجومها دي ستيفانو، وبوشكاش، وسانتاماريا، في حين لعب محجوب مع محترفي المغرب في فرنسا مصطفى بيطاش وإبراهيم زاهر، لكن فاز الإسبان بصعوبة 0-1 في الدار البيضاء و2-3 في مدريد.

## روابط خارجية
- عبد الرحمن بلمحجوب على موقع الاتحاد الدولي (مؤرشف)  (الإنجليزية)
- عبد الرحمن بلمحجوب على موقع قاعدة بيانات كرة القدم.إي يو (الإنجليزية)
- عبد الرحمن بلمحجوب على موقع ليكيب (الفرنسية)
- عبد الرحمن بلمحجوب على موقع ناشيونال فوتبول تيمز (الإنجليزية)
- عبد الرحمن بلمحجوب على موقع Soccerway.com (الإنجليزية)
- عبد الرحمن بلمحجوب على موقع عالم كرة القدم.نت (الإنجليزية)